# Pont du ruisseau Stoney
Le pont du ruisseau Stoney est un pont ferroviaire en arc et treillis, construit au-dessus du ruisseau Stoney (en anglais : Stoney Creek) pour permettre le passage des trains du Canadien Pacifique le long du versant est du col Rogers (Rogers Pass) entre les villes de Revelstoke et Golden dans la province de Colombie-Britannique au Canada.

## Histoire
Une première structure en bois a été construite en 1885, tandis que la structure métallique actuelle date de 1893. Cette structure a été considérablement renforcée en 1929 pour pouvoir supporter un trafic ferroviaire lourd.
Du fait de son implantation spectaculaire, ce pont a été particulièrement photographié depuis sa construction.

## Caractéristiques
Le pont traverse une gorge de 92 mètres et culmine à environ 90 mètres de hauteur par rapport à la surface du ruisseau, c'est le point le plus haut de toute la ligne du Canadien Pacifique. À l'époque de sa construction, des articles le présentent comme le pont ferroviaire le plus haut du monde, mais le viaduc de Garabit, achevé un an plus tôt, est plus haut.
La travée du pont à une longueur de 102 mètres. La pente du pont est de 2% (altitude croissante vers l'ouest).
Le pont supporte une ligne ferroviaire à voie unique utilisée pour le déplacement de trains de marchandises, à l'origine la voie servait aussi au transport de passagers. Depuis la construction d'une seconde voie ferrée plus bas dans la gorge en 1988, la majeure partie du trafic ferroviaire sur le pont est constituée de trains de marchandises circulant à vide vers l'est.